# Lithocarpus glutinosus
Lithocarpus glutinosus är en bokväxtart som först beskrevs av Carl Ludwig von Blume, och fick sitt nu gällande namn av Engkik Soepadmo. Lithocarpus glutinosus ingår i släktet Lithocarpus och familjen bokväxter. Inga underarter finns listade.